# Embla Matilde Njerve

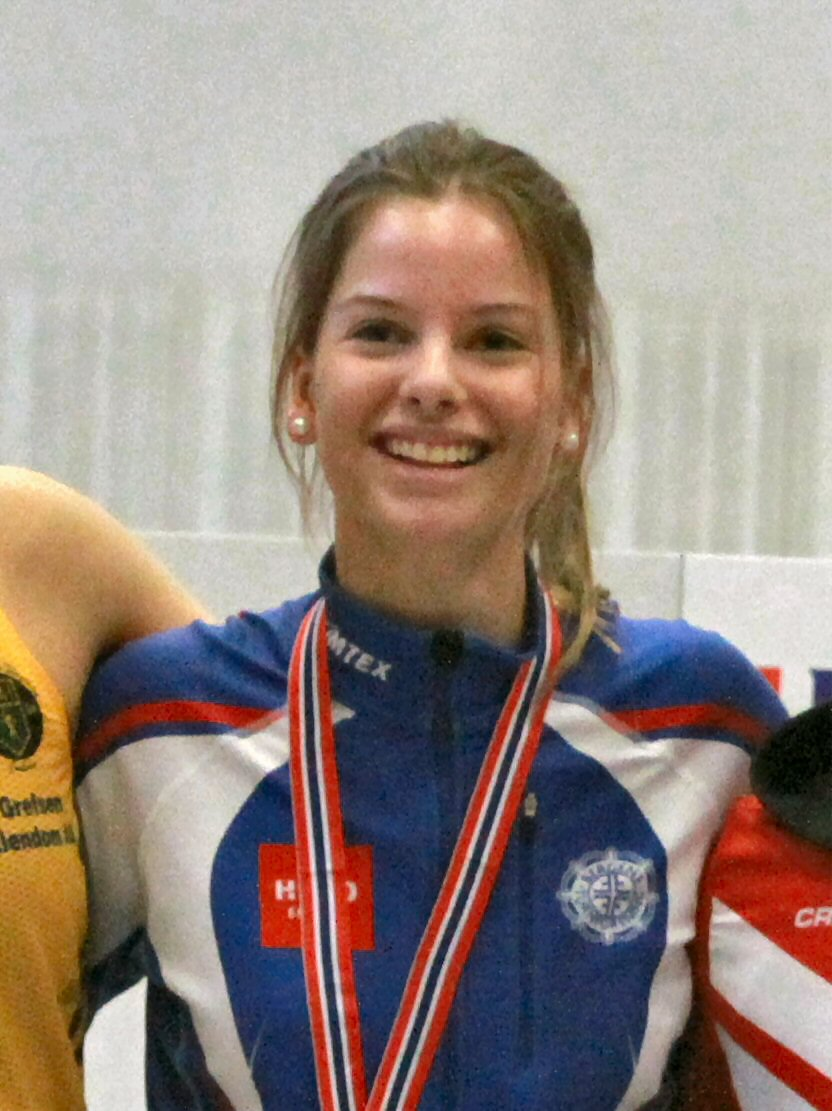
Embla Matilde Njerve, 2024

Embla Matilde Njerve (* 22. Februar 2007) ist eine norwegische Leichtathletin, die sich auf den Stabhochsprung spezialisiert hat. Ihr Vater Sigurd Njerve war als Dreispringer aktiv.

## Sportliche Laufbahn
Erste internationale Erfahrungen sammelte Embla Matilde Njerve beim Europäischen Olympischen Jugendfestival (EYOF) 2023 in Maribor, bei dem sie mit übersprungenen 3,90 m die Bronzemedaille gewann. Im Jahr darauf gewann sie bei den U18-Europameisterschaften in Banská Bystrica mit 4,15 m die Silbermedaille. 
2024 wurde Njerve norwegische Hallenmeisterin im Stabhochsprung.